# Josep Maria Milà i Camps
Josep Maria Milà i Camps, 1r comte de Montseny, (Barcelona, 7 de juny de 1886 - Esplugues de Llobregat, el Baix Llobregat, 25 de maig de 1955) fou un polític i financer català, fill de Josep Maria Milà i Pi i cosí de Pere Milà i Camps.

## Biografia
Llicenciat en dret, el 1917 treballà com a assessor de l'Associació de Banquers de Barcelona i fou elegit diputat pel districte d'Arenys de Mar a les eleccions generals espanyoles de 1919 dins les llistes de la Unió Monàrquica Nacional. Col·laborador amb la dictadura de Primo de Rivera, fou president de la junta liquidadora de la Mancomunitat de Catalunya, president de la Diputació de Barcelona de 1925 a 1930, representant per dret propi a les eleccions de la dictadura de 1927 i membre de la junta directiva de l'Exposició Universal de Barcelona de 1929. Per tot això el 1926 el rei Alfons XIII el va fer comte del Montseny.
Durant aquest primer mandat com a president de Diputació va fer restaurar el Palau de la Generalitat i les Cases dels Canonges, i va fer edificar la Casa de la Maternitat, l'Escola d'Enginyers i l'Escola Agrícola de Caldes a la Torre Marimon.
Quan esclatà la guerra civil espanyola fou fet presoner per les autoritats republicanes i internat al vaixell Uruguay, però fou bescanviat per Joan Casanellas i Ibars per mediació del bisbe d'Urgell. Després d'això es va instal·lar a Burgos. Quan les tropes de Franco entraren a Barcelona el 1939 fou nomenat durant uns mesos president de la Diputació de Barcelona.
Un dels seus fills fou José Luis Milà Sagnier, segon comte de Montseny i pare dels presentadors Mercedes Milà Mencos i Lorenzo Milà Mencos.